# Цзянъян
Цзянъя́н (кит. упр. 江阳, пиньинь Jiāngyáng) — район городского подчинения городского округа Лучжоу провинции Сычуань (КНР).

## История
Ещё при империи Хань в этих местах существовал уезд Цзянъян (江阳县), названный так потому, что находился на северной («янской») стороне реки Чанцзян. Затем эти земли вошли в состав области Лучжоу (泸州). После образования Китайской республики область Лучжоу была преобразована в уезд Лусянь (泸县)
В июле 1950 года урбанизированная часть уезда Лусянь была выделена в город Лучжоу. В 1983 году город Лучжоу и уезды Лусянь, Наси и Хэцзян были выделены в отдельный городской округ Лучжоу, при этом город Лучжоу был расформирован, а его территория стала Центральным районом (市中区) городского округа Лучжоу. В 1995 году постановлением Госсовета КНР Центральный район Лучжоу был переименован в район Цзянъян.

## Административное деление
Район Цзянъян делится на 10 уличных комитетов и 8 посёлков.